# Kreis Granges-près-Marnand
| Kreis Granges-près-Marnand           | Kreis Granges-près-Marnand |
| Basisdaten                           | Basisdaten                 |
| ------------------------------------ | -------------------------- |
| Staat:                               | Schweiz                    |
| Kanton:                              | Waadt (VD)                 |
| Bezirk:                              | Payerne                    |
| Hauptort:                            | Granges-près-Marnand       |
| Fläche:                              | 49,96 km²                  |
| Einwohner:                           | 3'939 (31.12.2023)         |
| Bevölkerungsdichte:                  | 79 Einw. pro km²           |
| Aufgehoben am:                       | 31. Dezember 2006          |
| Karte                                |                            |
| Karte von Kreis Granges-près-Marnand |                            |

Der Kreis Granges-près-Marnand (französisch Cercle de Granges-près-Marnand) war bis zum 31. August 2006 eine Verwaltungseinheit des Bezirks Payerne im Kanton Waadt in der Schweiz. Sitz des Kreisamtes war Granges-près-Marnand.
Der Kreis umfasste zwölf Gemeinden und war 49,96 km² gross. Die Gemeinden des ehemaligen Kreises zählten Ende 2023 3'939 Einwohner.
| Wappen                | Name der Gemeinde     | Einwohner (31. Dezember 2023) | Fläche in km² | Einw. pro km² |
| --------------------- | --------------------- | ----------------------------- | ------------- | ------------- |
| Cerniaz               | Cerniaz               | 55                            | 1,77          | 31            |
| Champtauroz           | Champtauroz           | 188                           | 3,05          | 62            |
| Combremont-le-Grand   | Combremont-le-Grand   | 311                           | 6,61          | 47            |
| Combremont-le-Petit   | Combremont-le-Petit   | 378                           | 5,73          | 66            |
| Granges-près-Marnand  | Granges-près-Marnand  | 1'218                         | 6,95          | 175           |
| Henniez               | Henniez               | 450                           | 2,61          | 172           |
| Marnand               | Marnand               | 161                           | 2,24          | 72            |
| Sassel                | Sassel                | 149                           | 3,35          | 44            |
| Seigneux              | Seigneux              | 279                           | 3,72          | 75            |
| Treytorrens (Payerne) | Treytorrens (Payerne) | 109                           | 3,07          | 36            |
| Villars-Bramard       | Villars-Bramard       | 116                           | 3,20          | 36            |
| Villarzel             | Villarzel             | 525                           | 7,66          | 69            |
| Total (12)            | Total (12)            | 3'939                         | 49,96         | 79            |